# DAF YA 126
L'YA-126 è un autocarro militare leggero prodotto da DAF per le forze armate dei Paesi Bassi.

## Descrizione generale
Negli anni 1950 sorse nelle forze armate dei Paesi Bassi la necessita di una nuova linea di veicoli militari, essendo fino ad allora in uso veicoli usati donati attraverso il programma MDAP dagli alleati. Essendo questi veicoli un misto di produzioni inglesi e nordamericane, la manutenzione era complicata dalla differenza di pezzi di ricambio tra i vari veicoli, cosa che provocava notevoli problemi logistici.
Il 20 dicembre del 1951 la DAF ottenne una commissione dal governo dei Paesi Bassi dal valore di 175 milioni di fiorini per la fornitura di, in prima istanza, 3600 veicoli militari. In questa occasione vennero sviluppati due veicoli: il YA-318/328 e il YA-126 per una fornitura complessiva di 3496 unità. Il YA-126 in particolare era inteso come sostituto del Dodge WC usato per il trasporto di fino a sei soldati equipaggiati.
Tra il 1952 e il 1960 sono stati prodotti questi portaarmi robusti e potenti, con una capacità di carico idonea per artiglierie leggere e altri carichi di un certo peso.
È capace di trasportare 8 soldati completamente equipaggiati, ma può essere utilizzato per i ruoli più disparati.
Ha 4 ruote motrici ma anche 2 pneumatici di scorta, che lo fanno sembrare un 6x6. Le varianti principali sono un'officina mobile, un'ambulanza ed un veicolo da comando e per le comunicazioni radio.

## Denominazione
In gergo la YA-126 era nota come 'eentonner' che significa singola tonnellata, oppure Web, che sta per Weaponcarrier.
La sigla YA-126 è stata composta dai seguenti segni:
Y: sta per vettura militare
A: 'algemeen', ossia vettura di uso generale
1: carico massimo in tonnellate
2: seconda serie
6: numero di ruote (nel numero di ruote venivano incluse le due ruote rialzate di riserva in quanto erano rotanti e avevano una funzione accessoria).
Il veicolo era a trazione posteriore per uso stradale mentre era possibile con una speciale leva attivare la trazione a quattro ruote motrici.